# (4338) Velez
(4338) Velez (1985 PB1) – planetoida z pasa głównego asteroid okrążająca Słońce w ciągu 3,38 lat w średniej odległości 2,25 j.a. Odkryta 14 sierpnia 1985 roku.